# Gustaf Nordling
Carl Gustaf Nordling, född 30 juli 1853 i Stigsjö socken, död 20 september 1916 i Paris, var en svensk företagare. Han var far till Raoul Nordling.
Gustaf Nordling var son till kyrkoherden Eric Johan Nordling. Efter mogenhetsexamen i Härnösand 1871 och studier vid Uppsala universitet till 1873 praktiserade Nordling en tid vid Skönviks sågverk i Medelpad, och på kontor i Sundsvall. 1874 reste han till utlandet, hade anställning på olika kontor inom trävarubranschen i London och Alger och kom 1878 till Paris, där han anställdes vid den svenska träagenturfirman B. C. Ullman. Nordling blev snart delägare i firman och 1892 ensam innehavare av firman, varvid firmanamnet ändrades till Gustaf Nordling. Nordling startade senare en cellulosafirma i Paris vid namn Société Générale des Pâtes à Papier Nordling Macé & Cie. 1913 grundade han tillsammans med bankdirektörerna Axel Hallin och Gunnar Schönmeyr ett bankaktiebolag, Banque de Suède et de Paris, som var avsett att med svenskt kapital och under svensk ledning tillvarata specifikt svenska ekonomiska intressen i Frankrike. Nordling var ordförande i bankens styrelse. Nordling blev 1887 svensk-norsk vicekonsul i Paris och utnämndes 1896 till generalkonsul där. Han var som sådan mycket engagerad i den svenska kolonin i Paris, bland annat under många år medlem av svenska kyrkorådet, kassaförvaltare i understödsföreningen under mer än 25 år och ordförande i Svenska sällskapet i Paris. Nordling var även en av stiftarna av och vice president i Association Franco-Scandinave.